# The fight between industry and poetry
The fight between industry and poetry er en dokumentarfilm fra 1971 instrueret af Per Ingolf Mannstaedt efter manuskript af Barry Bryant.

## Handling
Skildring af hippiekulturens sidste dag. En konfrontation mellem to professionelle amerikanske aktivister og Amagers bønder og intellektuelle. Tilsyneladende en kamp mod lufthavnen på Saltholm. Men også en kamp mod fornuften. Først og fremmest en beskrivelse af en levevej: kunstnerens. Men også en skildring mellem optimismen og pessimismen. Mellem drømmen og civilisationen...